# Fellegvár (városnegyed, Kolozsvár)
A Fellegvár (románul: Gruia) Kolozsvár történelmi központjától északnyugatra fekvő városrész.

## Neve
A városrész magyar elnevezése, Fellegvár, a dombon található azonos nevű erődítményre utal, amely a 18. század elején épült. Az erőd megépítése előtt a magaslatot a magyar lakosság Kőmál néven emlegette. A román elnevezés, Gruia, feltehetően Baba Novac hajdúvezér fiáról, Gruia Novac-ról kapta a nevét.

## Fekvése és utcái
A városrész a történelmi belvárostól északnyugatra fekvő dombon és annak lejtőin terül el. Déli oldala meredek, sziklás lejtőkkel ereszkedik a városközpont irányába, míg északi lejtője lankásan fut le a Nádas völgyébe. Nyugaton a Törökvágás hágó választja el a Hója erdővonulatától.
A városrészt északon a Kolozsvár–Nagyvárad vasútvonal, keleten a Ferenc József út, délen a Donátnegyed, nyugaton pedig a Hója határolja. Fontosabb útvonalai az Andrássy utca (str. Gruia), az Erzsébet út (str. Emil Racovița) és a Gépész utca (str. Romulus Vuia).
A negyed a Széchenyi térről induló 37-es és 38-as autóbuszjáratokkal közelíthető meg.

## Története
A városrész a magyar lakosság által hagyományosan Kőmál néven ismert magaslaton alakult ki – noha ez az elnevezés napjainkra részben feledésbe merült. A város északi peremén emelkedő domb déli lejtőit évszázadokon át szőlő- és gyümölcstermesztésre használták. Első ismert állandó létesítménye a keleti oldalon jött létre: 1587-ben a hídelvi hóstáti földművesek itt alakítottak ki temetkezési helyet. A sírkert a Kismező utcai temetőként ismert, amelynek létrejöttét és fenntartását a Kalandos társulat – egy középkori erdélyi polgári egyesület – hídelvi szervezete segítette. Innen ered népies elnevezése is: kalandos temető.
A domb első nagyobb léptékű beépítése az Erdélyi Fejedelemség (1711–1867) kezdeti időszakában, a Habsburg uralom alatt történt. Az osztrák hatóságok a központi hatalom megszilárdítása érdekében több erődítményt is építettek Erdély területén – köztük egyet a Kőmál tetején. Az 1715 és 1735 között több szakaszban megvalósított létesítmény nyomán a területet magyarul Fellegvárnak, románul Cetățuie-nek kezdték nevezni – mindkét kifejezés „fellegvárat” jelent.

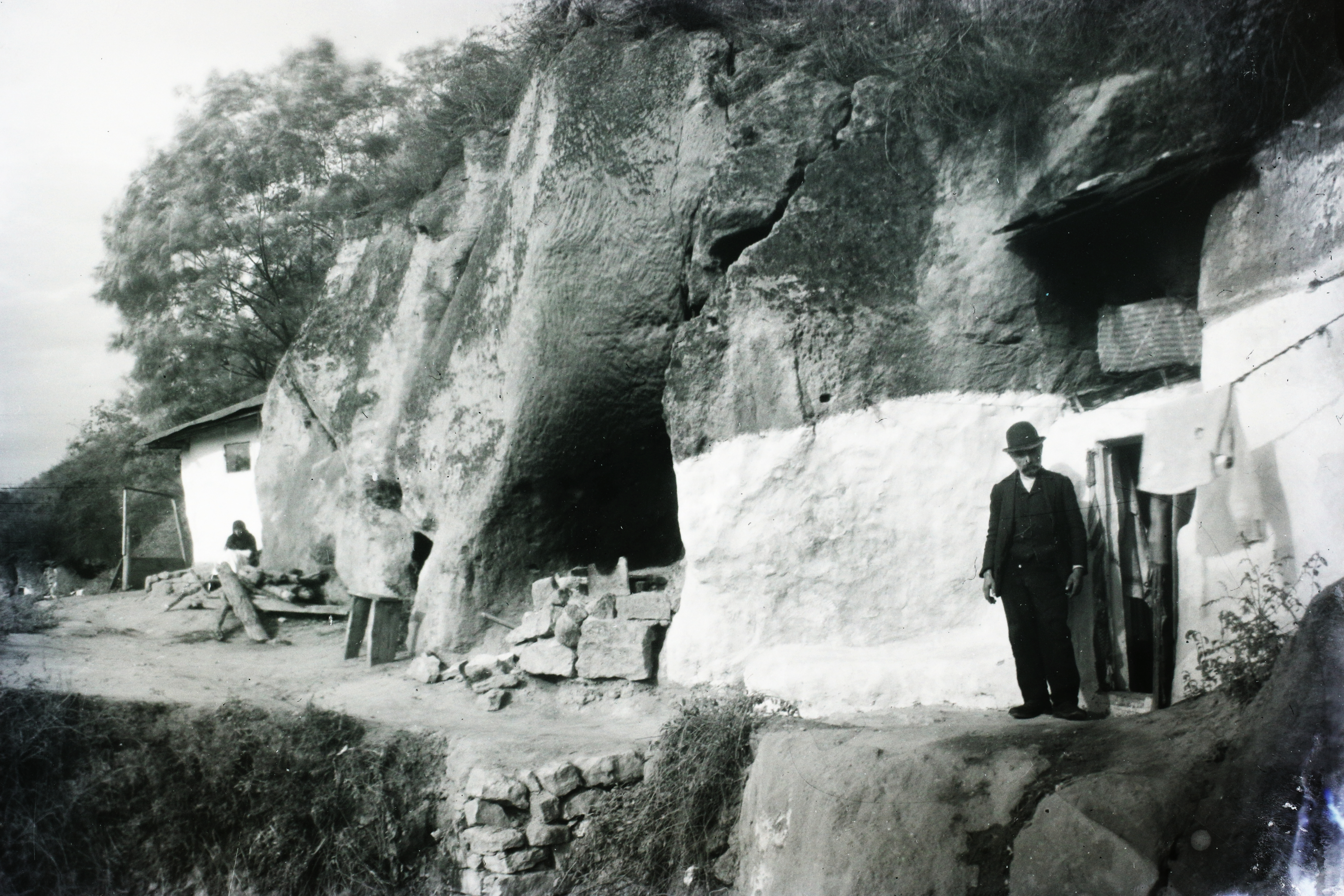
Barlanglakások a Sáncalján, 1908

A 19. századtól elszegényedett családok telepedtek le a fellegvári lépcsősor közelében, valamint a domb déli sziklafalánál. Ez a rész Sáncalja néven vált ismertté (a név jelentése: „a sánc alatt”), és a város egyik legszegényebb negyedévé alakult, ahol egyes lakásokat közvetlenül a sziklába vájtak.
A század végére a városrész modern úthálózatának alapjai már kialakultak. A Bács felé vezető út a mai Erzsébet út (str. Emil Racoviță) elődjének számított, míg a magaslat tetején álló Fellegvárhoz vezető ösvényből alakult ki a mai Kalandos utca (str. Mecanicilor) és Pekry utca (str. Cetății). Akkoriban ezek alsó szakaszain csak néhány ház állt.
A vasút kiépülése és az iparosodás következtében a város fokozatosan kiterjeszkedett a domb irányába. Az első jelentős lakóövezeti fejlesztés az 1880-as években indult meg, Kőváry László történész kezdeményezésére, aki 50 000 m²-es birtokát 100 parcellára osztotta fel, és azokat kedvezményes feltételekkel, gyakran kamatmentes hitellel kínálta vasutas családoknak. A terület főutcája máig az ő nevét viseli.
A 19. század végén új lendületet kapott a Fellegvár környékének rendezése. 1898-ban, Erzsébet királyné – közismert nevén Sissi – tragikus halálát követően a városi szépítőegylet újraalakult, élére pedig Haller Károly egyetemi tanárt, volt polgármestert választották. Az ő kezdeményezésére indult el a Fellegvárra vezető sétány megvalósítása, amely egyúttal a királyné emlékét is hivatott volt megőrizni. A munkálatok keretében kanyargós sétányt alakítottak ki a Sétatér felől, ehhez pedig egy új, fémszerkezetű gyaloghidat is emeltek a Szamos fölé. A sétány mentén emlékfákat ültettek, középső szakaszán pedig 1900-ban felállították a királyné mellszobrát. Az egész sétány és a hozzá tartozó híd is Erzsébet nevét kaptamegszületett a Erzsébet sétány és az Erzsébet híd.
Az első világháború előtti években a városközpontot Bács felé összekötő földút mentén – a korábbi szőlőskertek helyén – elegáns villanegyed kezdett kiépülni. Számos épület szecessziós stílusjegyeket viselt, az út szilárd burkolatot kapott, és Erzsébet útnak nevezték el. Ezen a környéken élt több kiemelkedő értelmiségi, köztük Emil Racoviță, Sextil Pușcariu és Spáda János.
A 20. század elején a Fellegvár délkeleti lejtőjén, a mai Gizella utca (strada Galilei) 18. szám alatt működött Nagy Gábor vendéglős híres mulatója, amely a korszak egyik ismert kolozsvári szórakozóhelye volt. A kerthelyiséggel, tekepályával és zenepavilonnal ellátott vendéglátóhely különösen a városi polgárság körében örvendett népszerűségnek. Az épület ma is áll, lakóházként funkcionál.

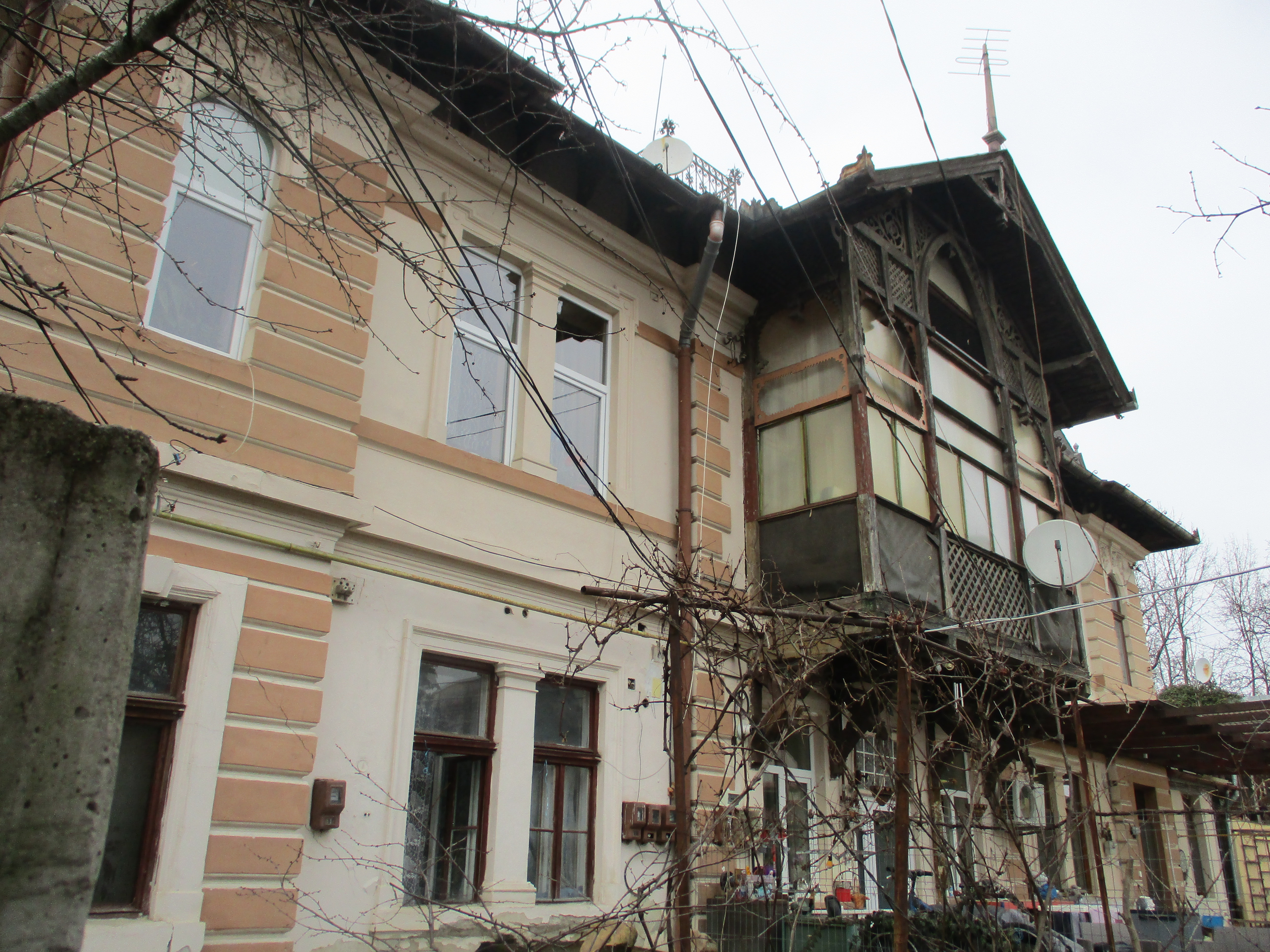
Az egykori mulató épülete a mai Gizella (Galilei) utcában

A trianoni béke után a városrész úthálózata tovább fejlődött, a román közigazgatás pedig hivatalosan Gruia néven jegyezte be. Az 1920-as évek elején a beépített övezeten kívül tüdőszanatórium épült. A mezőgazdasági területek felparcellázásával újabb családok költöztek a városrészbe, az utcahálózat sűrűsödött, és kialakult a fő közlekedési csomópont, az úgynevezett „Hét utca” (Șapte străzi).
A második bécsi döntés idejére a városrész úthálózata nagyrészt kiépült, a korábban üres telkeket mezőgazdasági munkások és ipari dolgozók lakták be. Az 1940-es évek elején, a magyar közigazgatás idején, az Országos Nép- és Családvédelmi Alap (ONCSA) keretében telepet létesítettek, elsősorban mozdonyvezetők számára. 1944. június 2-án a szövetséges légierő a vasútállomást és környékét bombázta; a támadás jelentős károkat okozott a Fellegvár-negyedben is, különösen a Kőváry László utca környékén.
A Román Népköztársaság idején a háborús károkat részben helyreállították, és a korábban üresen maradt telkeket is beépítették. 1952-ben épült meg a fellegvári ejtőernyős torony a magaslat nyugati peremén, és ejtőernyős iskola is alakult a közelben . Ugyanebben az időszakban távolították el Erzsébet királyné szobrát. 1962-re felszámolták a Sáncalja nyomornegyedet; a domboldal földcsuszamlás elleni megerősítése után öt korszerű tömbház épült a helyén.

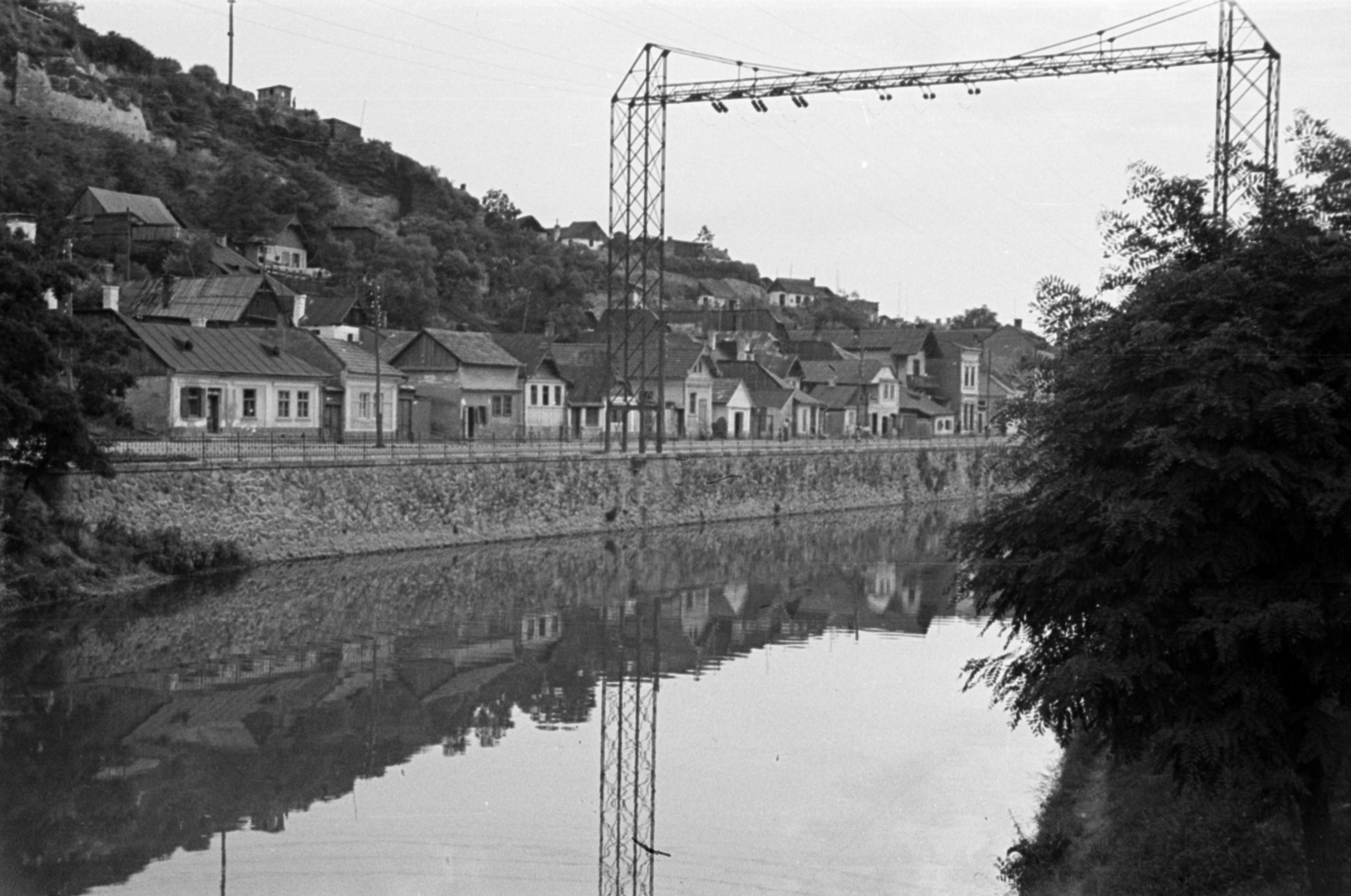
A Sáncalja nyomornegyed, 1942

A Román Szocialista Köztársaság időszakában további jelentős fejlesztések történtek. 1973-ban avatták fel a városrész legfontosabb közintézményét, a Dr. Constantin Rădulescu Stadiont. 1977-ben épült meg a Hotel Belvedere, amely ma is meghatározza a fellegvár arculatát.
A negyedben az első templomot a pünkösdisták építették az 1970-es évek elején; ezt követte az 1998-ban felszentelt Jézus Szent Szíve görögkatolikus templom illetve a 2010-ben felszentelt Szent György vértanú ortodox templom.
2025-ben a negyedben eladott lakások átlagára 184 107 euró volt, az átlagos négyzetméterár pedig 2969 eurót tett ki, jelentősen meghaladva a városi átlagot. Az átlagos lakásméret 62 m² körül alakult. A 2010-es adatok szerint az egy főre jutó zöldfelület 23,99 m² volt, szemben a városi átlag 19,17 m²-es értékével.
Egy 2017-ben végzett felmérés szerint ezt tartják Kolozsvár legtisztább negyedének, a levegő minősége alapján pedig bekerült az ország legjobb tíz városnegyede közé.

## Leírás
A Fellegvár ma is túlnyomórészt családi házas övezetként ismert. Lakótelepi tömbházak csak szórványosan találhatók, elsősorban az egykori Andrássy, ma Gruia utca felső szakaszán. A második világháború okozta pusztítás ellenére a legtöbb régi épület fennmaradt, köztük az Erzsébet út mentén emelt, korszakos stílusjegyeket hordozó villák is.
A városrész több jelentős intézménynek ad otthont: a Belvedere Szálló (amelyben a Mathias Corvinus Collegium is működik), a CFR Cluj stadionja, valamint a Kozmutza Flóra Hallássérültek Iskolája (az egykori szanatórium épületében). A Fellegvár és környéke népszerű kilátó és szabadidős övezet.